# Dongbo Yaozu Xiang
Dongbo Yaozu Xiang (kinesiska: 洞波, 洞波瑶族乡) är en socken i Kina. Den ligger i provinsen Yunnan, i den sydvästra delen av landet, omkring 350 kilometer sydost om provinshuvudstaden Kunming. Antalet invånare är 35 702. Befolkningen består av 17 465 kvinnor och 18 237 män. Barn under 15 år utgör 24,0 %, vuxna 15-64 år 68 %, och äldre över 65 år 7,0 %.
Genomsnittlig årsnederbörd är 1 631 millimeter. Den regnigaste månaden är juni, med i genomsnitt 338 mm nederbörd, och den torraste är februari, med 13 mm nederbörd.